# 石人石馬

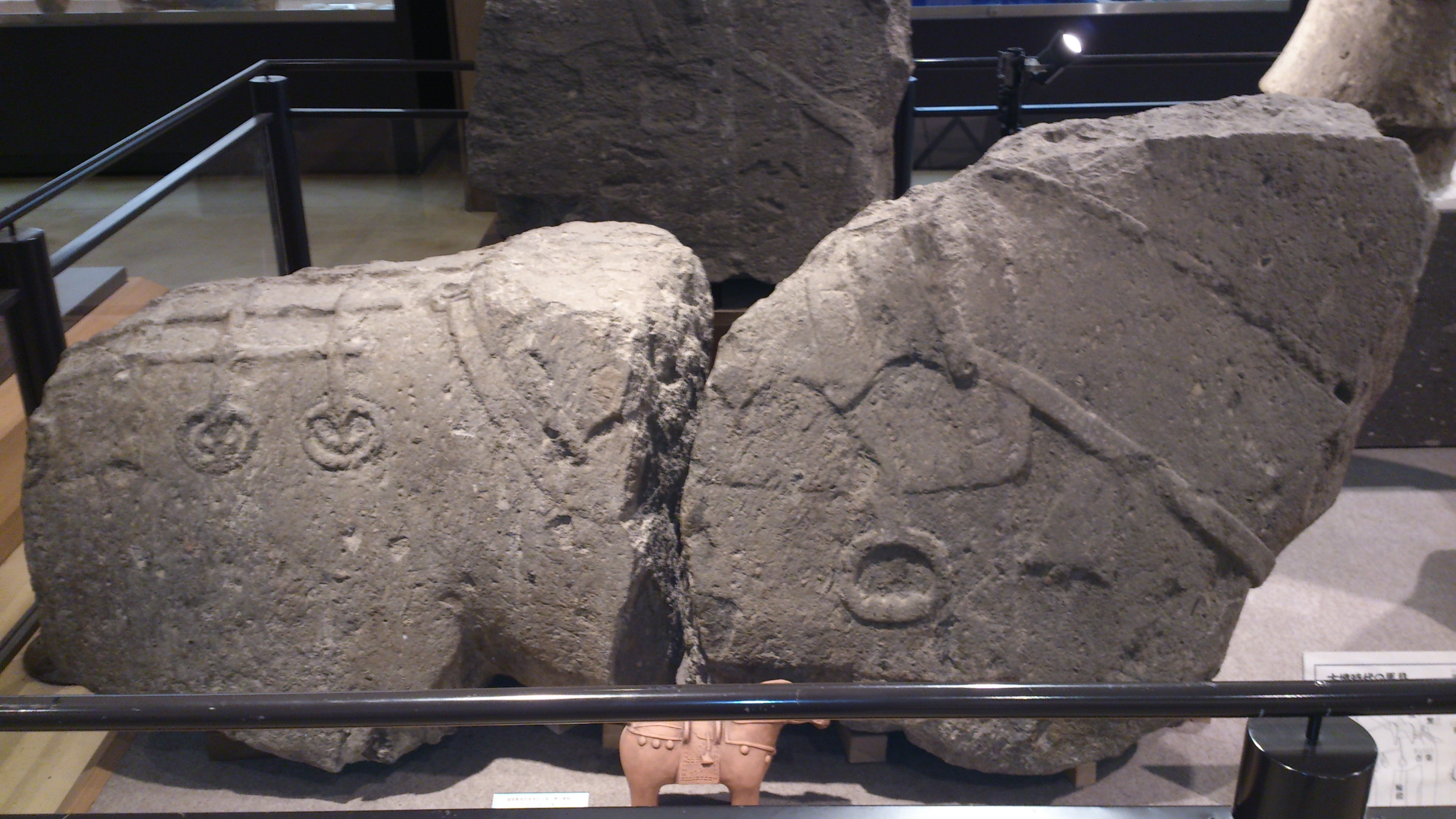
石馬（伝岩戸山古墳出土）
正福寺所有（岩戸山歴史文化交流館保管）
福岡県指定有形文化財

石人石馬（せきじんせきば）は、九州北部の古墳の墳丘に立て並べられた、人物や馬をはじめとする石造彫刻の総称。

## 概要
5世紀〜6世紀の福岡県・大分県・熊本県の古墳を中心にみられる。種類は人物（武装石人・裸体石人など）、動物（馬・鶏・猪など）、器財（靫・盾・刀・壷・蓋など）があり、赤や緑で彩色されているものもある。その種類が形象埴輪と種類が共通することから、埴輪を石にうつしたものと考えられている。
主として阿蘇溶結凝灰岩が使われるが、鳥取県石馬谷古墳のものは角閃石安山岩が使われていた。
石人石馬が種類・数ともに最も多いのは八女古墳群の岩戸山古墳で、人・動物・器財あわせて100点以上が掘り出されている

## 石人石馬が出土した古墳
- 石馬谷古墳（鳥取県米子市） - 石馬（重要文化財）
- 岩戸山古墳（福岡県八女市） - 石人・石馬・石鶏・石猪・石盾・石壺・石刀・石靫・石蓋（重要文化財）
- 乗場古墳（福岡県八女市） - 石人
- 鶴見山古墳（福岡県八女市） - 石人（重要文化財）
- 石人山古墳（福岡県八女郡広川町） - 石人（重要文化財）
- 石神山古墳（福岡県みやま市） - 石人（重要文化財）
- 臼塚古墳（大分県臼杵市） - 石甲（重要文化財）
- 下山古墳（大分県臼杵市） - 石甲
- チブサン古墳（熊本県山鹿市） - 石人
- 三の宮古墳（熊本県荒尾市） - 石人
- 江田船山古墳（熊本県玉名郡和水町） - 石人

※「重要文化財」は文化財保護法に基づいて指定された物件（「国の重要文化財」）

## ギャラリー

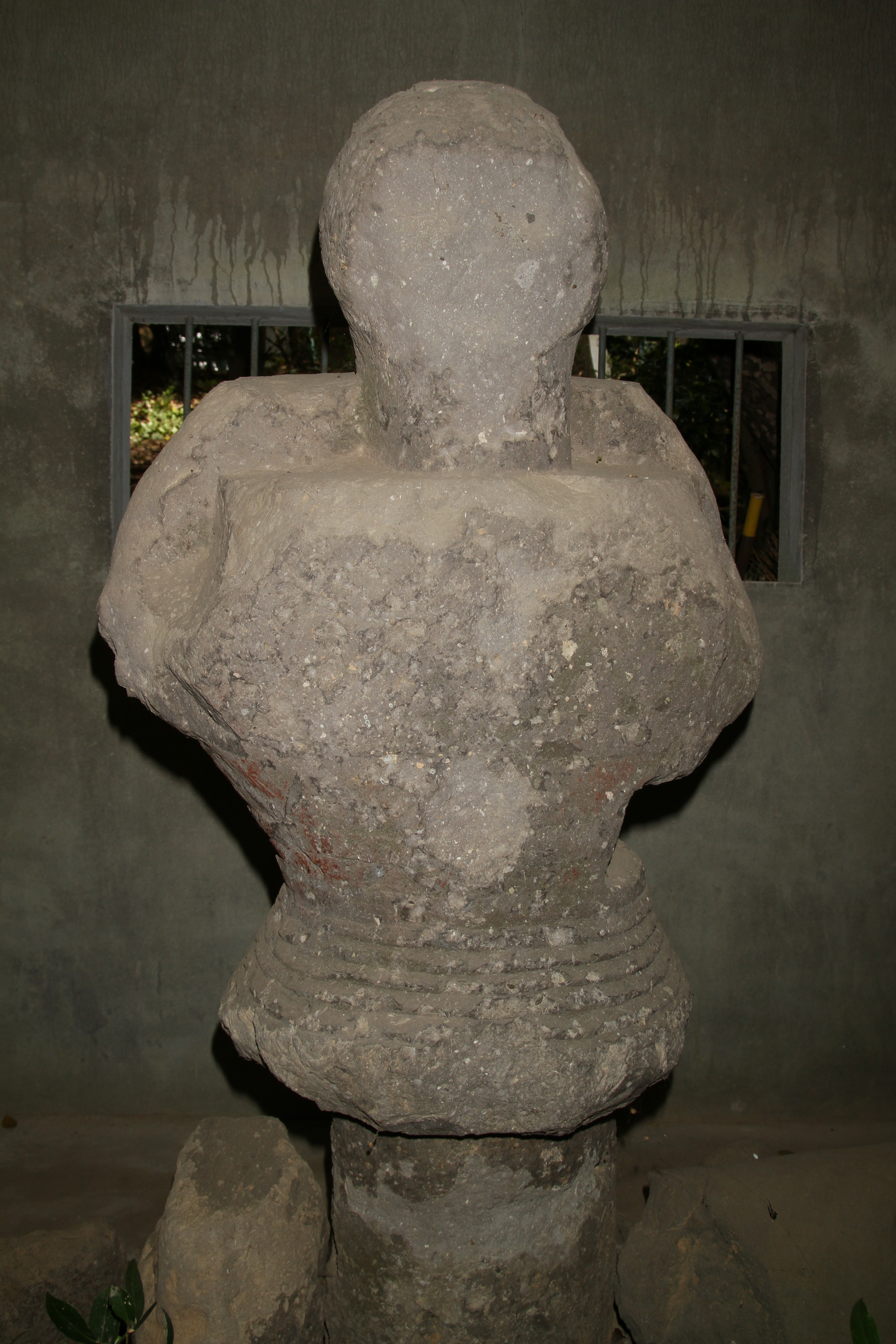
武装石人（石人山古墳） 広川町所有 重要文化財
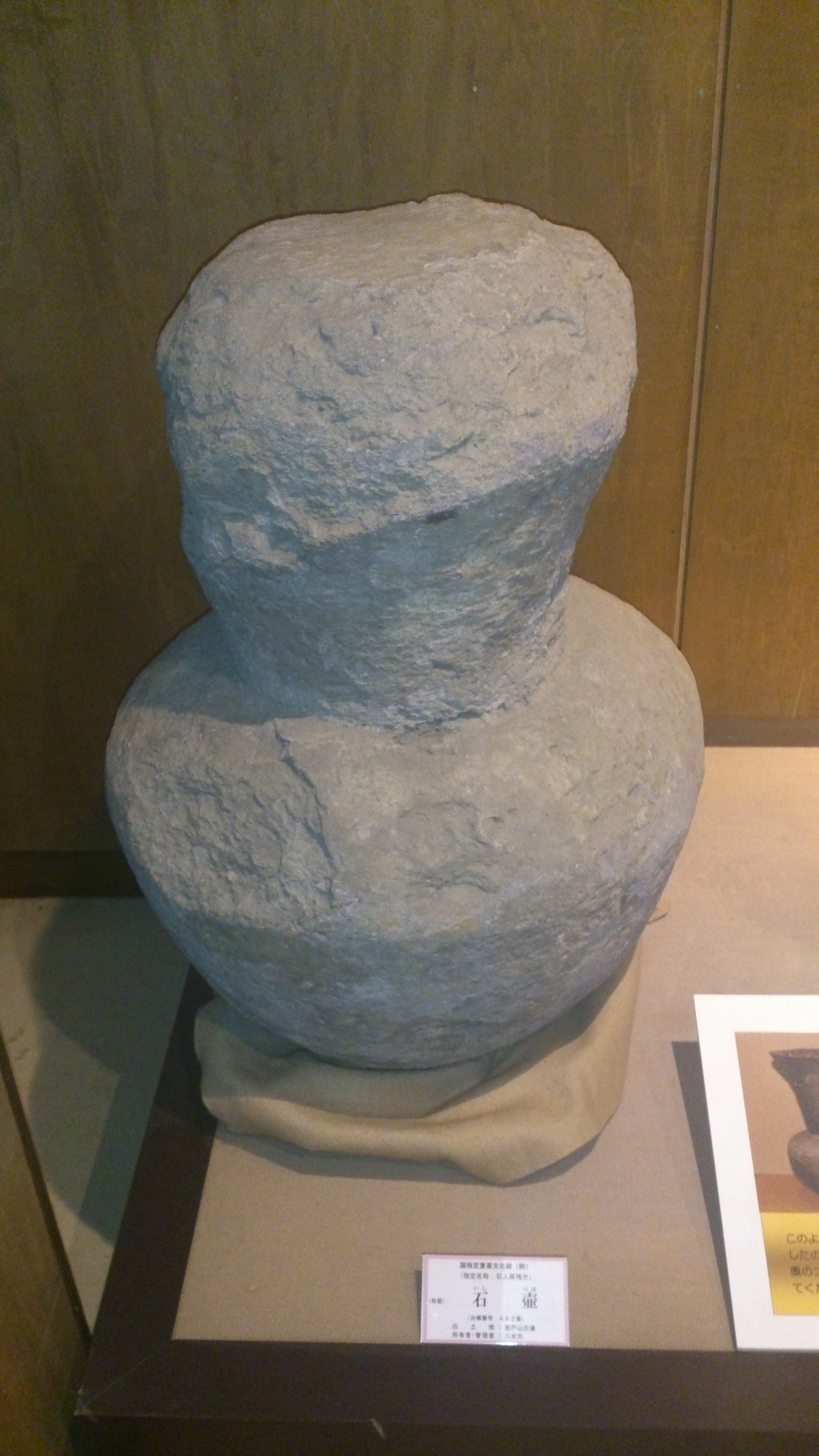
石壺（岩戸山古墳） 八女市所有（岩戸山歴史文化交流館保管） 重要文化財
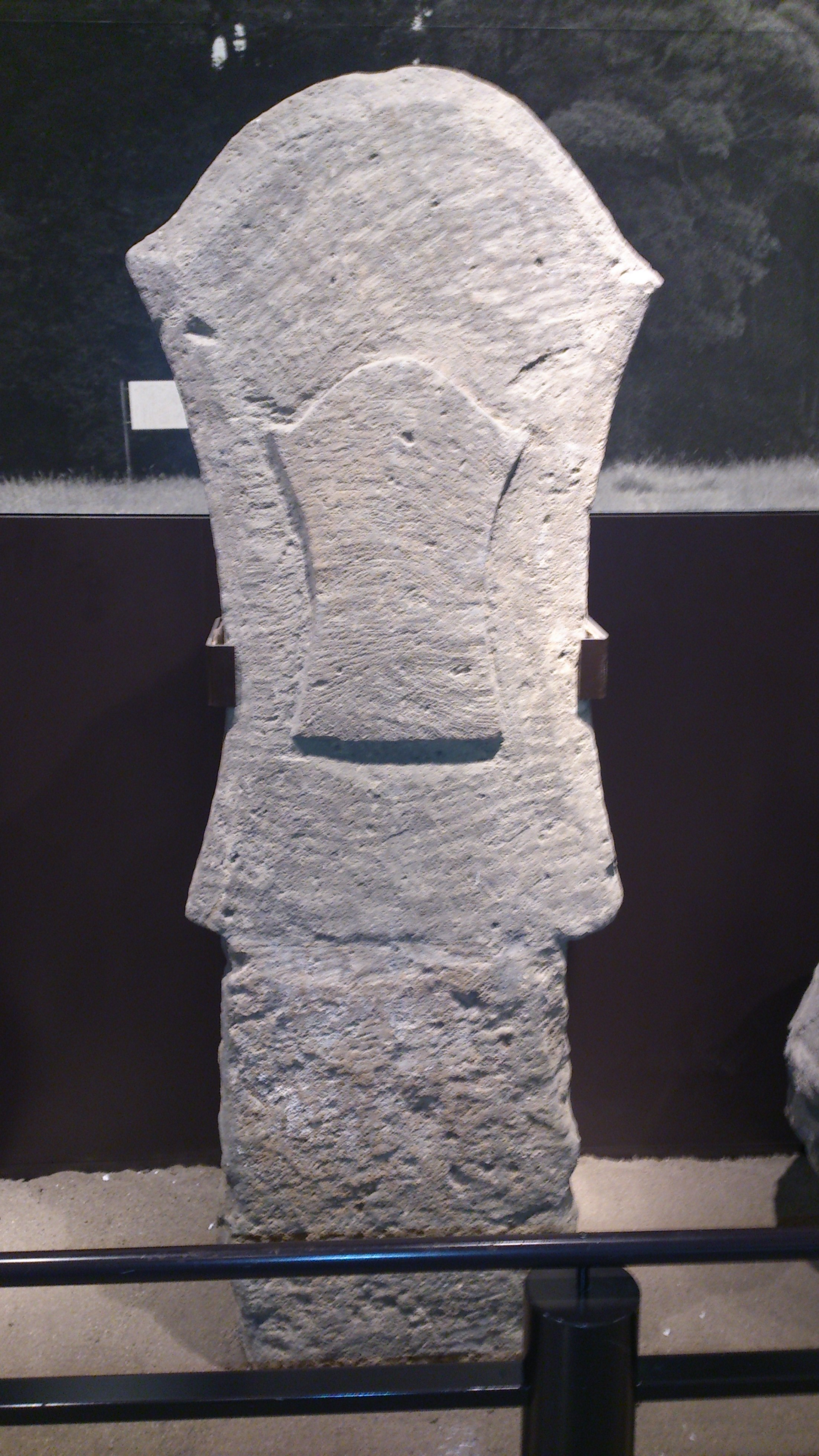
石盾（岩戸山古墳） 八女市所有（岩戸山歴史文化交流館保管） 重要文化財
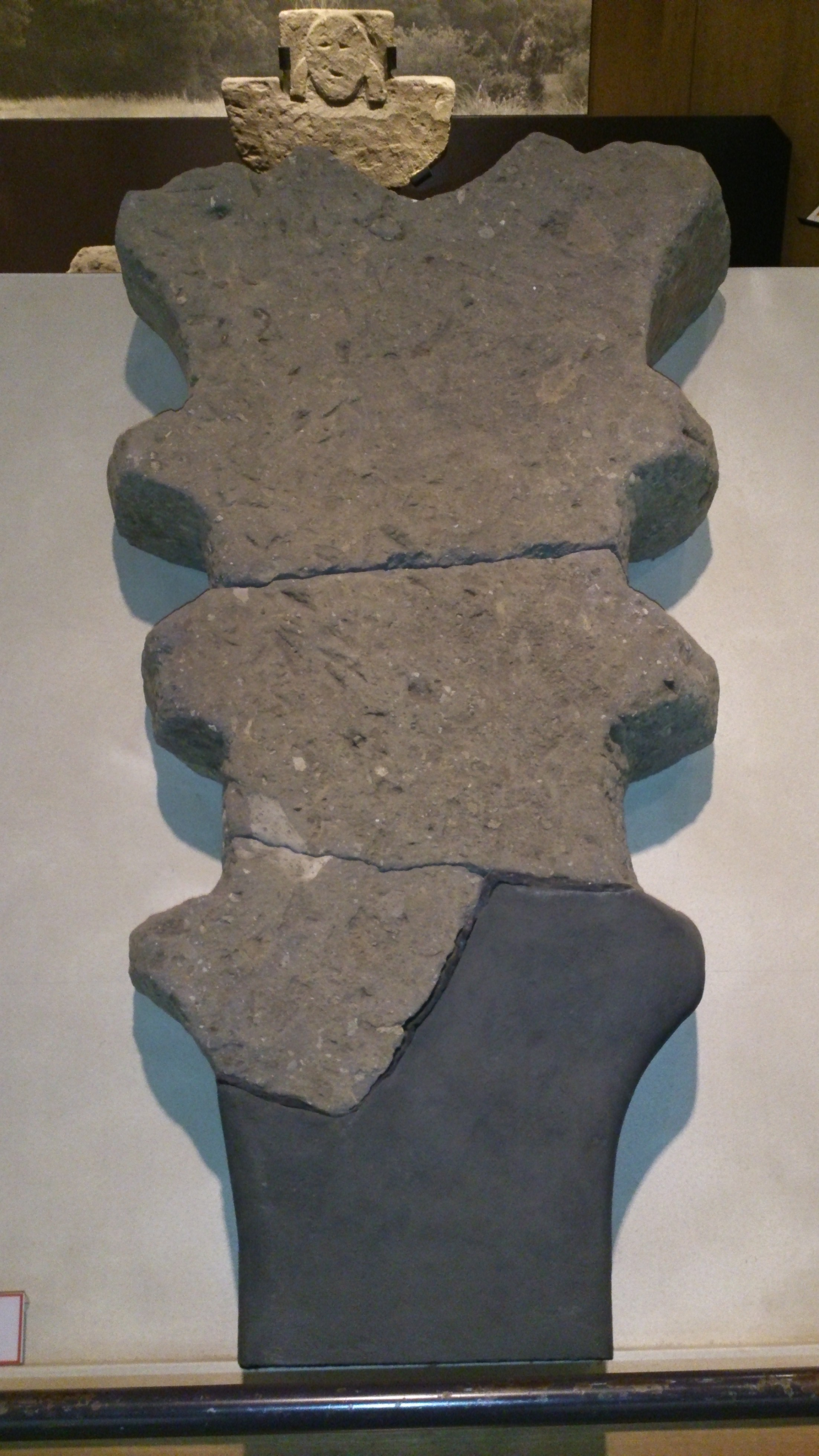
石盾（岩戸山古墳） 八女市所有（岩戸山歴史文化交流館保管） 重要文化財
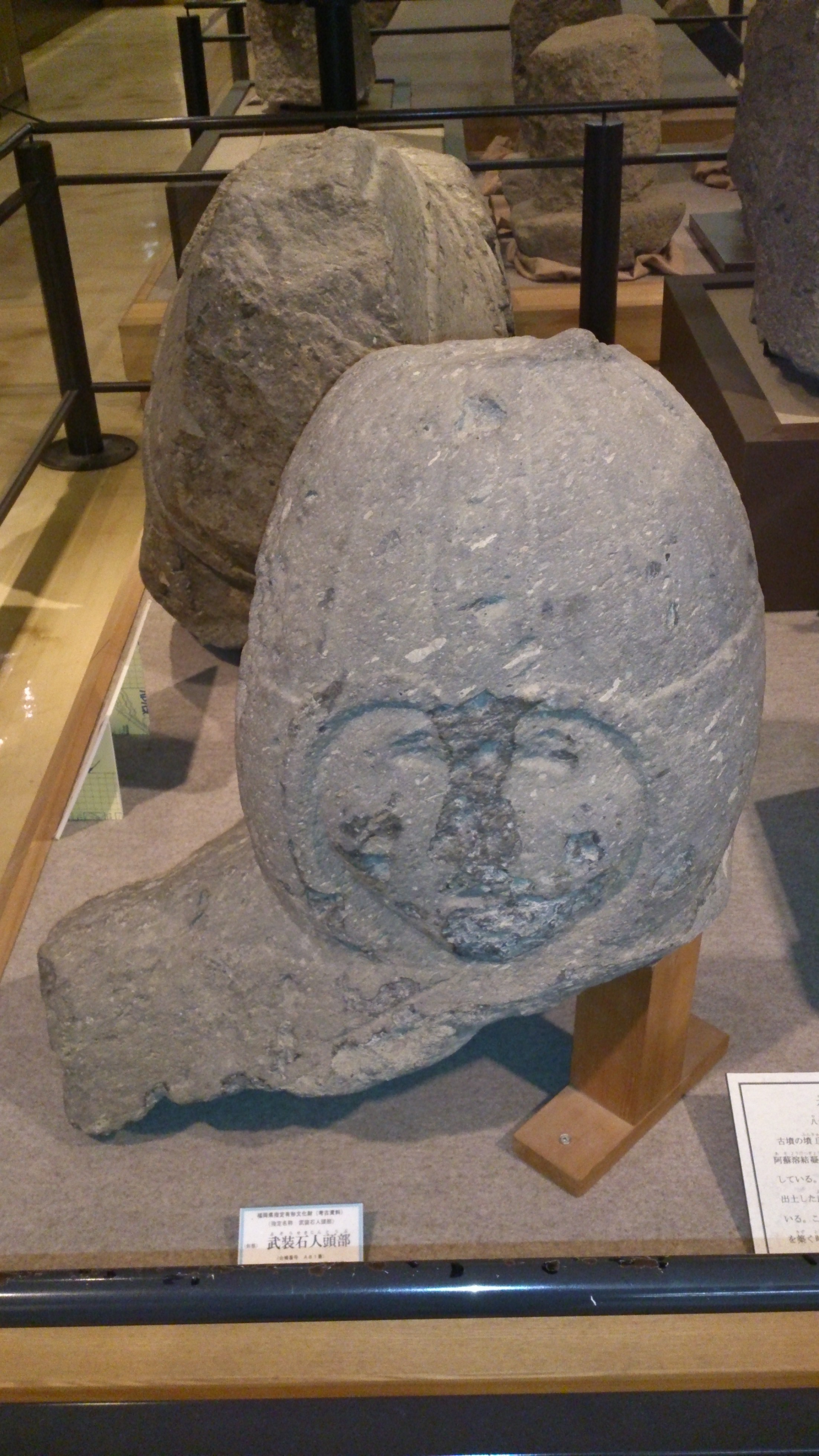
武装石人（岩戸山古墳） 正福寺所有（岩戸山歴史文化交流館保管） 福岡県指定有形文化財
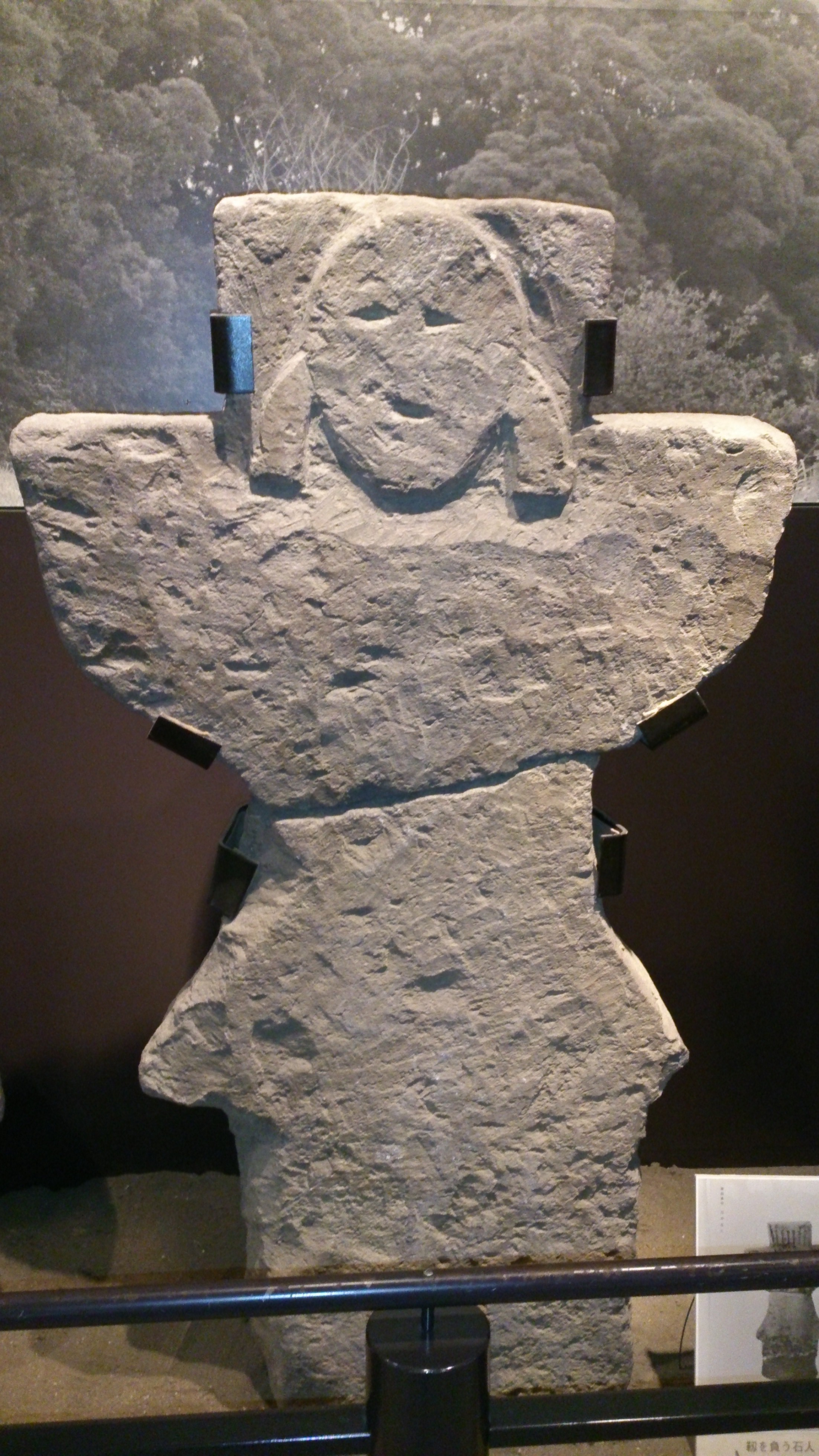
武装石人（岩戸山古墳） 八女市所有（岩戸山歴史文化交流館保管） 重要文化財
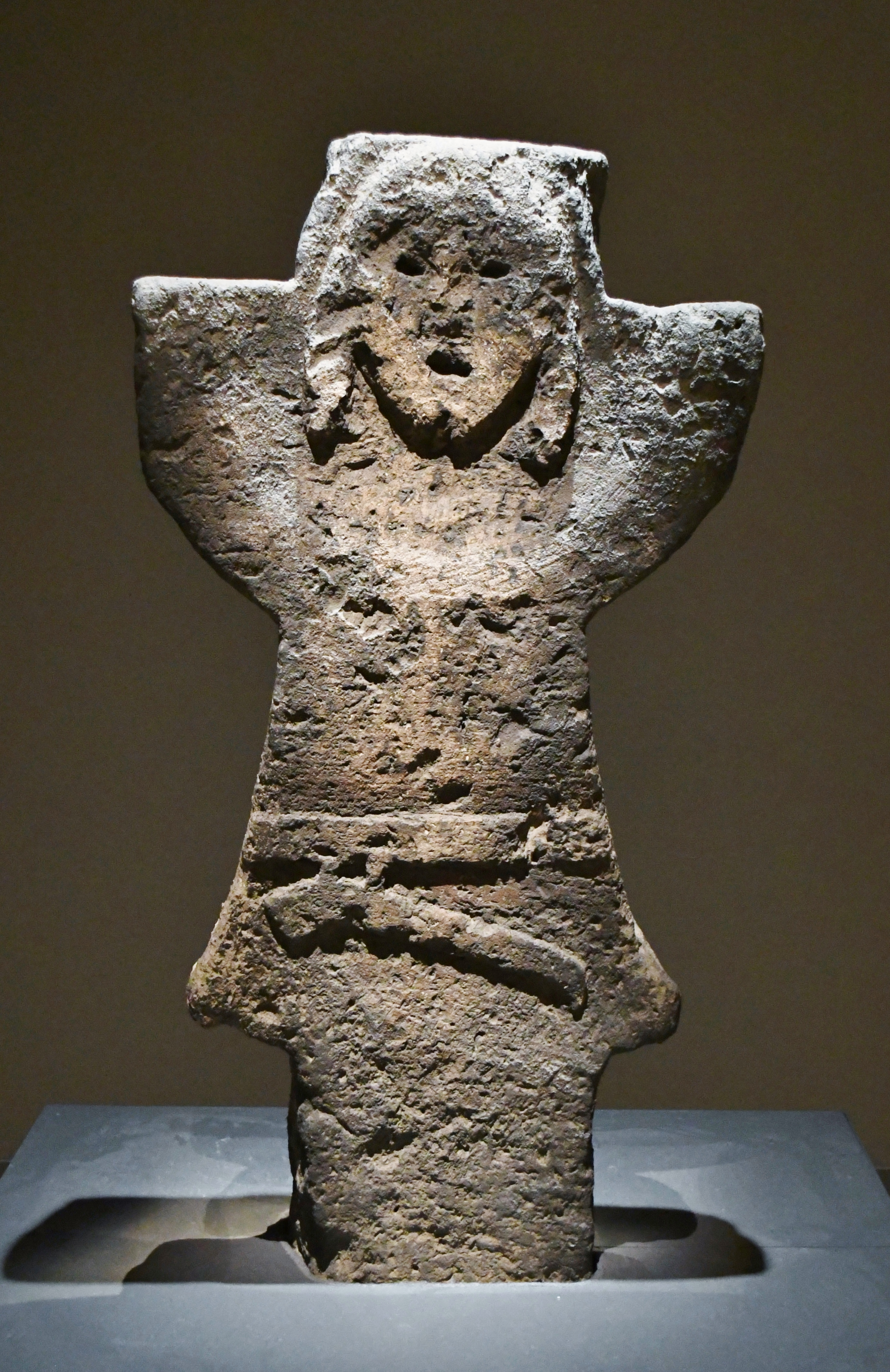
武装石人（岩戸山古墳） 東京国立博物館蔵 重要文化財
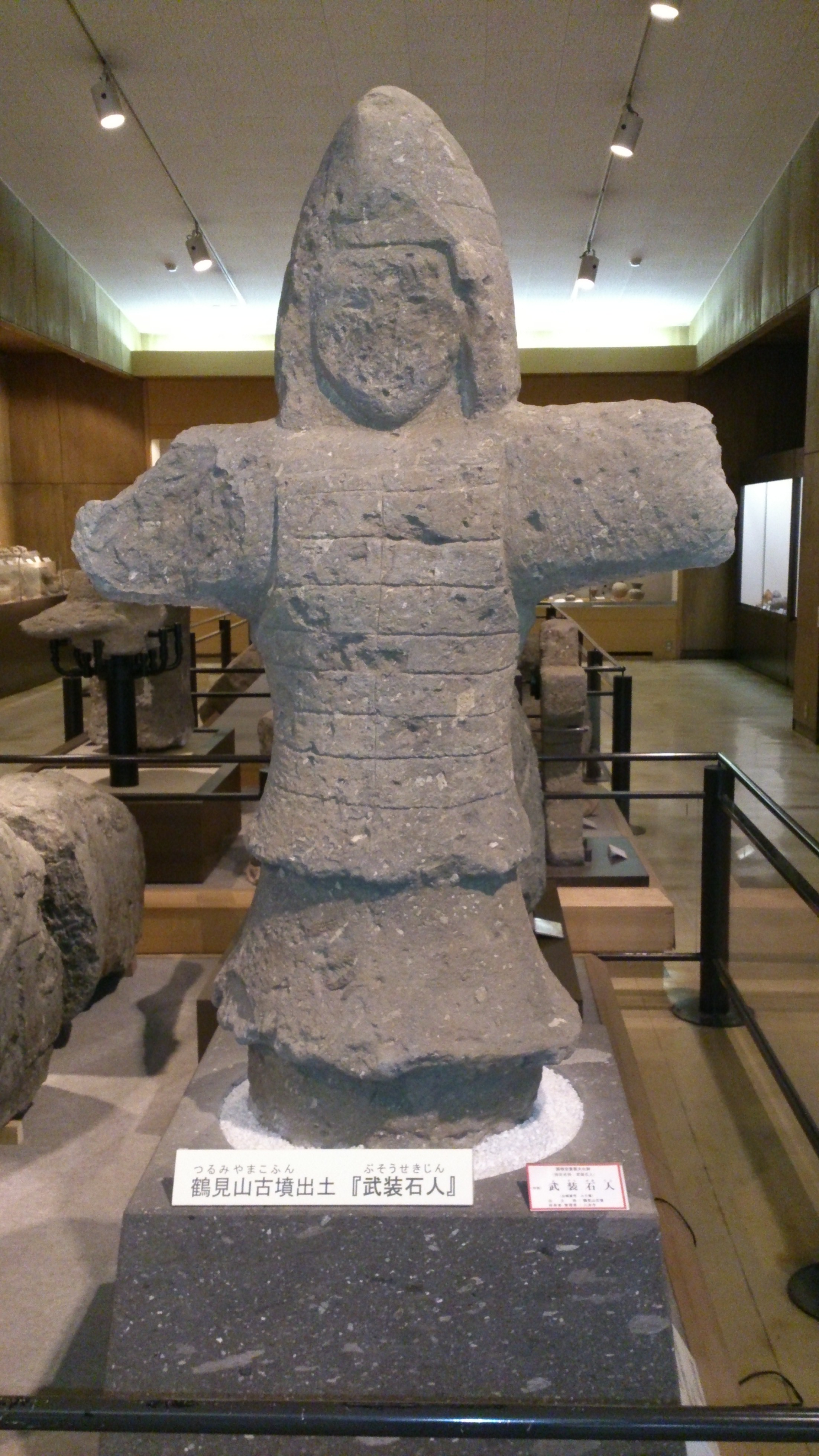
武装石人（鶴見山古墳） 八女市所有（岩戸山歴史文化交流館保管） 重要文化財